# Buddy Holly

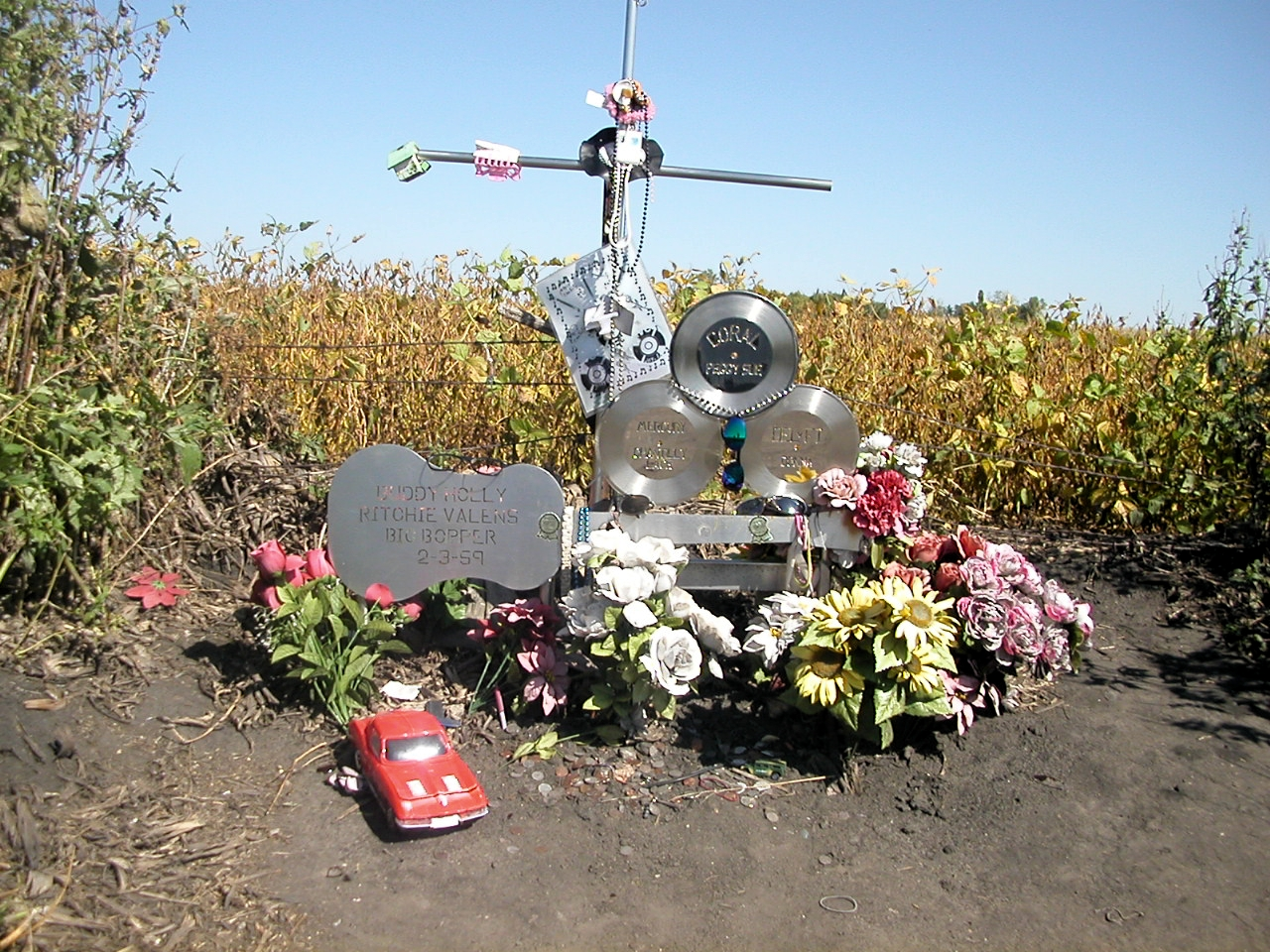
Monument voor Buddy Holly, Ritchie Valens en The Big Bopper in Iowa

Buddy Holly (Lubbock (Texas), 7 september 1936 – bij Clear Lake (Iowa), 3 februari 1959), werkelijke naam Charles Hardin Holley, was een rock-'n-roll-zanger, gitarist en componist.
Enkele van zijn bekendste nummers zijn That'll Be the Day, Oh Boy!, Peggy Sue en Maybe Baby. Vandaag de dag is Buddy Holly nog steeds een cultfiguur van de rock-'n-roll door zijn talent en ook door het stormachtige verloop van zijn carrière: hij was al een semiprofessioneel muzikant toen hij zestien jaar oud was en hij overleed op 22–jarige leeftijd bij een vliegtuigongeval. In 1994 werd Holly postuum opgenomen in de Nashville Songwriters Hall of Fame en in 2011 kreeg hij een ster op de Hollywood Walk of Fame. Bij het ongeluk kwamen ook The Big Bopper en Ritchie Valens om, wat bekend geworden is als The day the music died.

## Biografie
Holly begon met onvervalste countrymuziek. In september 1953 kreeg Holly samen met Jack Neal een eigen wekelijks radioprogramma bij een lokaal radiostation. Toen Neal trouwde, nam Bob Montgomery zijn plaats in. Samen met Montgomery nam hij in de jaren 1954-55 een tiental countrynummers op, die na zijn dood werden uitgebracht. Nadat Holly op 2 januari 1955 Elvis Presley had zien optreden in Lubbock, zei hij de country vaarwel en speelde hij rock-'n-roll.
In januari 1956 kreeg Holly een platencontract bij Decca. Montgomery was niet in het contract inbegrepen; hij hield het liever bij country. Zijn Decca-periode werd echter geen succes; weliswaar werden er enkele singles uitgebracht, maar na een jaar werd zijn contract niet verlengd. In februari 1957 nam hij in de studio van Norman Petty in Clovis, New Mexico een tweede versie op van het nummer That'll Be the Day dat hij eerder al opnam voor Decca. Dit was het begin van Holly's succes. Samen met drummer Jerry Allison, bassist Joe Mauldin en rhythmgitarist Niki Sullivan formeerde hij The Crickets. That'll Be the Day werd met een derde plaats in de VS en nummer 1 in Groot-Brittannië een succes. Verdere behaalde hij successen met Oh Boy! en Peggy Sue (waarvan hij later een sequel maakte genaamd Peggy Sue Got Married).
In augustus 1958 trouwde hij met Maria Elena Santiago uit Puerto Rico. De jaren 1957 en '58 waren een aaneenschakeling van optredens in de VS, Australië en Groot-Brittannië. In oktober 1958 vielen The Crickets uit elkaar. In 1959 ging Holly op tournee in het noorden van Amerika. Hij liet zich op deze Winter Dance Party begeleiden door Waylon Jennings, Tommy Allsup en Carl Bunch, die later wegens bevriezingsverschijnselen in het ziekenhuis terechtkwam. Verder toerde hij samen met andere bekende solozangers, onder wie Ritchie Valens en J.P. Richardson, "The Big Bopper".

### Dood
Het transport op deze laatste tournee, midden in de winter, was slecht georganiseerd. Zo waren de toerbussen oud en vaak kapot. Na een optreden in Clear Lake, Iowa op 2 februari 1959, had Holly een vierpersoonsvliegtuig (Beechcraft Bonanza) gecharterd om zo wat sneller in de volgende plaats Fargo, North Dakota te komen. Oorspronkelijk was het plan dat Waylon Jennings en Tommy Allsup mee zouden vliegen. Jennings stond zijn plaats af aan Richardson, die ziek was. Valens probeerde Allsup om te praten om zijn plaats in het vliegtuig af te staan. Omdat Valens maar bleef vragen, besloten ze een munt op te gooien. "Heads" (Kop) riep Valens en het was Kop. Vele jaren later was Allsup eigenaar van de bar "Heads up".
In de vroege uren van 3 februari 1959 steeg het vliegtuig op van het vliegveld van Mason City, Iowa met als piloot de 21-jarige Roger Peterson. Na enkele kilometers vloog het vliegtuigje om onbekende redenen tegen de grond. Pas de volgende morgen, bij licht, werd het wrak ontdekt. Niemand bleek het ongeluk te hebben overleefd. In het nadien uitgebrachte onderzoek naar het ongeluk werd de schuld gelegd bij de piloot, die niet competent was om op instrumenten te vliegen, en die misschien de instrumenten precies verkeerd interpreteerde zodat hij dacht dat hij steeg, terwijl hij in feite aan het dalen was. Holly's echtgenote was destijds twee weken in verwachting en kreeg kort na het ongeluk een miskraam.

## Invloeden
In 1971 schreef Don McLean het nummer American Pie dat een beschrijving is van de dood van Holly en de evolutie van de muziek in de jaren na zijn dood. Een bekende zin uit dit nummer zorgde ervoor dat 3 februari 1959 voortaan bekendstaat als "The day the music died". In tegenstelling tot populaire mythes is American Pie niet de naam van het vliegtuigje.
Holly was een pionier van de rock-'n-roll, maar door zijn jeugdig overlijden kon hij zijn muziek niet verder ontwikkelen. Hij experimenteerde volop met alternatieve instrumenten zoals de viool en groot orkest in zijn laatste opnames. Hij legde de basis voor vele artiesten na hem, zoals The Beatles, The Rolling Stones en Bob Dylan.
Ex-Beatle Paul McCartney kocht in 1976 de rechten op van alle Holly-composities. Hank B. Marvin, lid van The Shadows, bracht de cd Hank plays Holly op de markt als hommage aan Holly. Het was trouwens door het horen van Holly's muziek dat Marvin vroeg om een Fender Stratocaster-gitaar mee te brengen uit de States (naar verluidt de eerste gitaar van dat type die ooit in Engeland werd ingevoerd). Naast de typische Buddy Holly-sound zou deze gitaar dan ook bepalend worden voor de sound van The Shadows. In 1978 verscheen de film The Buddy Holly Story, met acteur Gary Busey als Holly.
In 1999 werd het Buddy Holly Center opgezet dat zich richt op Holly's carrière in het bijzonder en de muziek uit Lubbock en het westen van Texas in het algemeen.

## NPO Radio 2 Top 2000
| Nummers met noteringen in de NPO Radio 2 Top 2000 | '99  | '00 | '01  | '02  | '03 | '04  | '05  | '06  | '07  | '08  | '09  | '10  | '11  | '12  | '13  | '14  | '15 | '16  | '17  |
| ------------------------------------------------- | ---- | --- | ---- | ---- | --- | ---- | ---- | ---- | ---- | ---- | ---- | ---- | ---- | ---- | ---- | ---- | --- | ---- | ---- |
| Because I Love You                                | 1106 | -   | -    | -    | -   | 1257 | 983  | 1000 | 864  | 1189 | 1602 | 1614 | 1832 | 1856 | -    | -    | -   | -    | -    |
| Peggy Sue                                         | 483  | 489 | 651  | 454  | 307 | 524  | 488  | 505  | 457  | 450  | 1046 | 960  | 1155 | 1441 | 1507 | 1977 | -   | 1908 | 1850 |
| That'll Be the Day                                | 1013 | 971 | 952  | 1075 | 580 | 1147 | 1113 | 1146 | 1483 | 1095 | 1678 | 1593 | 1781 | 1900 | 1901 | -    | -   | -    | -    |
| Well... All Right                                 | 1505 | -   | 1676 | 1443 | 829 | 1691 | 1594 | 1923 | 1943 | 1635 | -    | -    | -    | -    | -    | -    | -   | -    | -    |

1. ↑  Een '-' betekent dat het nummer niet was genoteerd en een vetgedrukt getal geeft de hoogste notering van een nummer aan.
2. ↑  Deze tabel is bijgewerkt tot en met de meest recente editie (2024).